# Сепское (сельское поселение)
Сепское — упразднённое муниципальное образование со статусом сельского поселения в Игринском районе Удмуртии Российской Федерации.
Административный центр — деревня Сеп.

## История
Статус и границы сельского поселения установлены Законом Удмуртской Республики от 19 ноября 2004 года № 65-РЗ «Об установлении границ муниципальных образований и наделении соответствующим статусом муниципальных образований на территории Игринского района Удмуртской Республики»
К 18 апреля 2021 года упраздняется в связи с преобразованием района в муниципальный округ.

## Население
| 2010 | 2012 | 2013 | 2014 | 2015 | 2016 | 2017 |
| ---- | ---- | ---- | ---- | ---- | ---- | ---- |
| 747  | ↘736 | ↗740 | ↘731 | ↗745 | ↘715 | ↘703 |
| 2018 | 2019 | 2020 |      |      |      |      |
| ↘689 | ↘688 | ↘670 |      |      |      |      |

## Состав сельского поселения
| № | Населённый пункт | Тип населённого пункта          | Население |
| - | ---------------- | ------------------------------- | --------- |
| 1 | Лудошур          | деревня                         | →113      |
| 2 | Лужаны           | деревня                         | →0        |
| 3 | Михайловка       | деревня                         | ↘78       |
| 4 | Николаевка       | деревня                         | →0        |
| 5 | Палым            | деревня                         | ↗6        |
| 6 | Пежвай           | деревня                         | ↗134      |
| 7 | Сеп              | деревня, административный центр | ↘405      |